# Imran Bunjaku
Imran Bunjaku (Zürich, Suiza; 18 de octubre de 1992) es un futbolista suizo de origen kosovoalbanés. Juega como defensor y actualmente se encuentra en FC Schaffhausen de la Challenge League.

## Selección
Ha sido internacional con la Selección Sub-21 de Albania en 10 ocasiones sin anotar goles.

## Clubes
| Club            | País  | Año           |
| --------------- | ----- | ------------- |
| Grasshoppers    | Suiza | 2007-2014     |
| FC Schaffhausen | Suiza | 2014-presente |